# نادي شعب صنعاء
نادي شعب صنعاء يمني رياضي ثقافي اجتماعي يمارس العديد من الألعاب الرياضية وحصل على العديد من البطولات في مخلتف الألعاب ككرة القدم والمصارعة والشطرنج .

## بطولات النادي
1. الدوري اليمني 1980-81